# Рославль I
Рославль-1 — вузлова залізнична станція 2-го класу Смоленського регіону Московської залізниці, що розташована в місті Рославль Смоленської області.

## Історія
5 жовтня 1866 року відкрита лінія від Дінабурга до Вітебська, 10 жовтня 1868 році — лінія від Вітебська до Рославля, одночасно з відкриттям однойменної залізничної станції.
З 1937 по 1939 роки, начальником паровозного депо на станції Рославль І працював Костянтин Заслонову, згодом легендарний партизан, командир партизанського загону та бригади, з жовтня 1942 року командувач партизанськими силами оршанської зони, Герой Радянського Союзу. На його честь встановлена меморіальна дошка.
Під час німецько-радянської війни, в період з 20 жовтня 1943 по 1 січня 1944 року, на станції базувався 1-й окремий дивізіон бронепоїздів РСЧА.

## Галерея

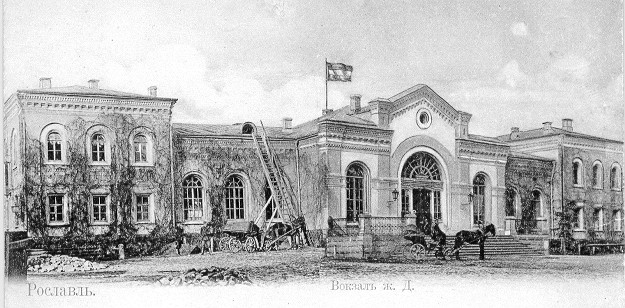
Вокзал у Рославлі на дореволюційній листівці
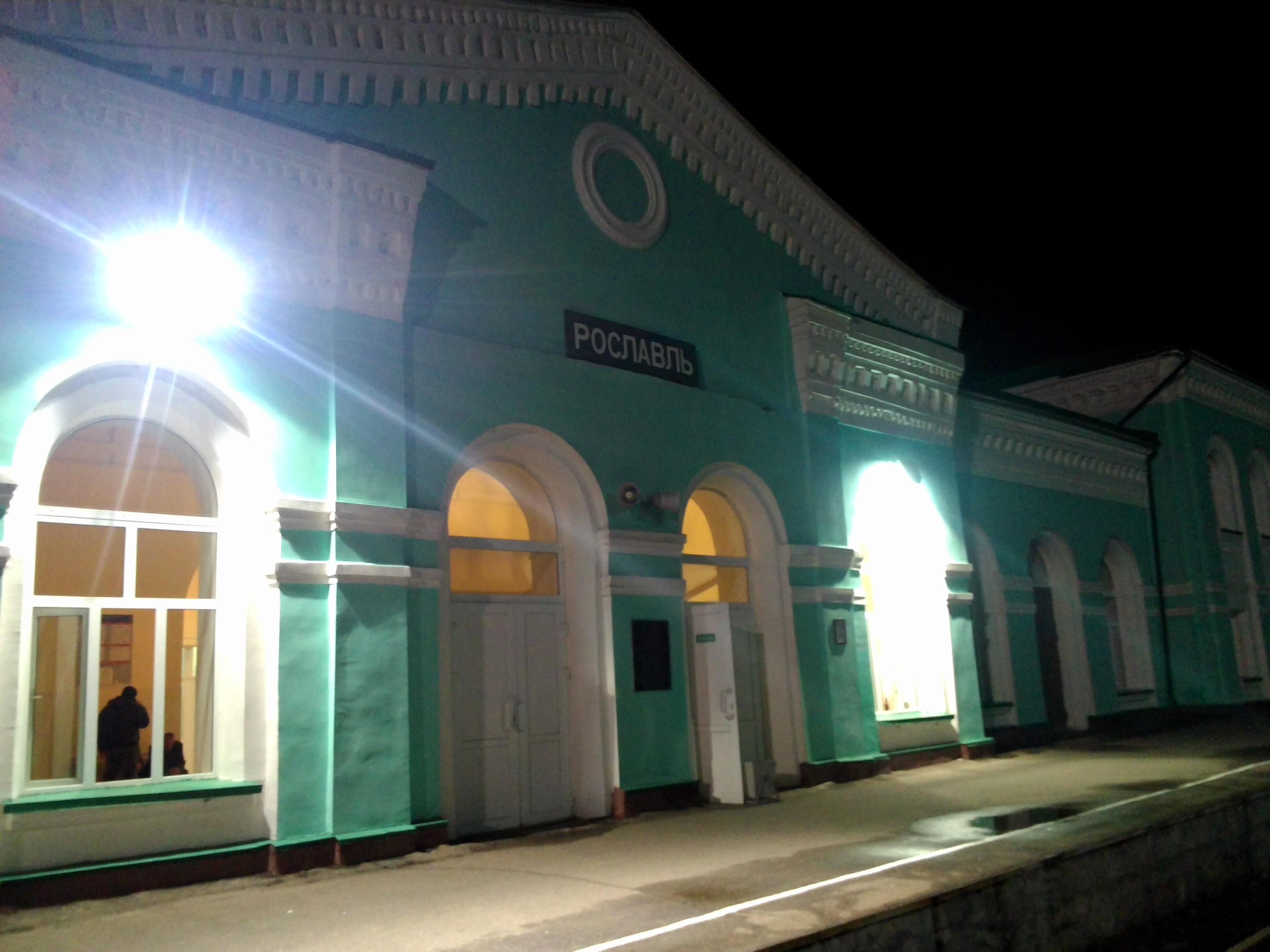
Залізничний вокзал
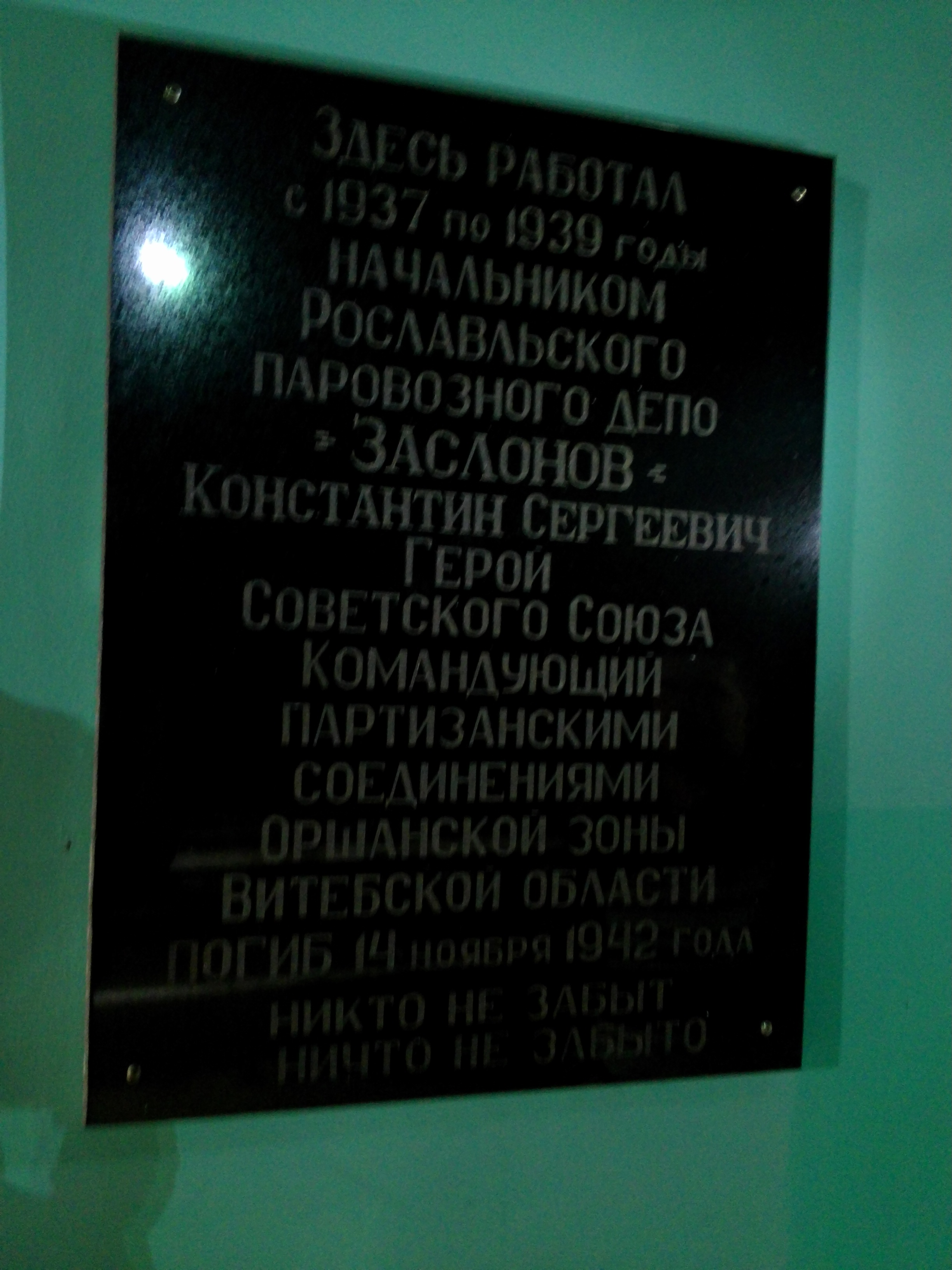
Меморіальна дошка на честь Костянтина Заслонова